# Lépine
|  | No s'ha de confondre amb Lépin-le-Lac. |

Lépine és un municipi francès al departament del Pas de Calais (regió dels Alts de França). L'any 2007 tenia 282 habitants.

## Demografia

### Població
El 2007 la població de fet de Lépine era de 282 persones. Hi havia 112 famílies de les quals 20 eren unipersonals (20 dones vivint soles i 20 dones vivint soles), 44 parelles sense fills, 44 parelles amb fills i 4 famílies monoparentals amb fills.
La població ha evolucionat segons el següent gràfic:

### Habitatges
El 2007 hi havia 135 habitatges, 113 eren l'habitatge principal de la família, 18 eren segones residències i 4 estaven desocupats. 126 eren cases i 1 era un apartament. Dels 113 habitatges principals, 94 estaven ocupats pels seus propietaris, 15 estaven llogats i ocupats pels llogaters i 3 estaven cedits a títol gratuït; 21 tenien tres cambres, 35 en tenien quatre i 56 en tenien cinc o més. 108 habitatges disposaven pel capbaix d'una plaça de pàrquing. A 44 habitatges hi havia un automòbil i a 61 n'hi havia dos o més.

### Piràmide de població
La piràmide de població per edats i sexe el 2009 era:
| Homes | Edats   | Dones |
| ----- | ------- | ----- |
| 0     | 95 o +  | 0     |
| 0     | 90 a 94 | 0     |
| 16    | 85 a 89 | 0     |
| 0     | 80 a 84 | 12    |
| 4     | 75 a 79 | 16    |
| 12    | 70 a 74 | 12    |
| 4     | 65 a 69 | 0     |
| 4     | 60 a 64 | 12    |
| 4     | 55 a 59 | 8     |
| 4     | 50 a 54 | 4     |
| 20    | 45 a 49 | 16    |
| 8     | 40 a 44 | 12    |
| 8     | 35 a 39 | 8     |
| 12    | 30 a 34 | 4     |
| 4     | 25 a 29 | 12    |
| 4     | 20 a 24 | 0     |
| 8     | 15 a 19 | 12    |
| 4     | 10 a 14 | 16    |
| 4     | 5 a 9   | 0     |
| 4     | 0 a 4   | 0     |

## Economia
El 2007 la població en edat de treballar era de 180 persones, 136 eren actives i 44 eren inactives. De les 136 persones actives 125 estaven ocupades (57 homes i 68 dones) i 11 estaven aturades (4 homes i 7 dones). De les 44 persones inactives 16 estaven jubilades, 16 estaven estudiant i 12 estaven classificades com a «altres inactius».

### Ingressos
El 2009 a Lépine hi havia 113 unitats fiscals que integraven 292 persones, la mediana anual d'ingressos fiscals per persona era de 16.738 €.

### Activitats econòmiques
Dels 6 establiments que hi havia el 2007, 1 era d'una empresa extractiva, 1 d'una empresa de construcció, 1 d'una empresa de comerç i reparació d'automòbils, 1 d'una empresa financera, 1 d'una entitat de l'administració pública i 1 d'una empresa classificada com a «altres activitats de serveis».
L'únic servei als particulars que hi havia el 2009 era una perruqueria.
L'any 2000 a Lépine hi havia 18 explotacions agrícoles.

## Equipaments sanitaris i escolars
El 2009 hi havia una escola elemental integrada dins d'un grup escolar amb les comunes properes formant una escola dispersa.

## Poblacions properes
El següent diagrama mostra les poblacions més properes.